# Кинкильский
Кинкильский — мыс на северо-востоке Охотского моря, в заливе Шелихова, в северо-западной части полуострова Камчатка.

## Топоним
Назван по реке Кинкиль (коряк. Кинкилатун) — от имени ительмена Кынкиль.

## География
Расположен западнее устья реки Кинкиль и одноимённого бывшего корякского поселения, исключённого из списков в 1975 году. Вблизи мыса также впадают ручей Тихий, реки Иньчегитун и Пилгын; расположены горы Нанхыней (500 метров), Камень (687 метров), перевал Кинкильский.
Средняя величина прилива у мыса — 5 метров, наибольшая глубина у берега — 48 метров.
Постановлением правительства Камчатского края от 15 января 2024 года № 5-П утверждено положение о памятнике природы регионального значения «Мыс Кинкильский» — участке морского пляжа и древней морской террасы залива Шелихова Охотского моря, включающий два участка россыпного месторождения ювелирно-поделочных камней, в которых встречаются горный хрусталь, аметист, халцедон, опал, моховой и полосчатый агат, кремень. Создан с целью сохранения в естественном состоянии ценного в научном, геологическом отношении природного комплекса, а также охраны древних стоянок людей, отражающих докорякскую и древнекорякскую культуру I и II тысячелетия н. э.

## История
Мыс во время своей экспедиции на Камчатке в 1847—1848 годах посещал русский учёный-путешественник Илья Вознесенский.